# Matt Beaumont
Matthew Beaumont ist ein britischer Werbetexter sowie Roman- und Drehbuchautor.

## Leben
Beaumonts Eltern schickten ihn auf eine Kunstschule in London. Er arbeitete als Werbetexter in unterschiedlichen Londoner Werbeagenturen und wurde mehrmals entlassen. Mit seinem im Jahr 2000 erschienenen Roman E-Mail an alle im Original E: A Novel schrieb er eine Satire über das Leben in einer Londoner Werbeagentur. Er zog sich aufgrund des Bucherfolges aus der Werbebranche zurück.
Für die BBC schrieb er 2004 das Drehbuch für das Teenagerdrama und reallity game Jamie Kane. Verheiratet ist er mit der Autorin Maria Beaumont. Das Paar hat zwei Kinder und lebt in London.

## Werke (Auswahl)
- E-Mail an alle. Ullstein-Taschenbuch-Verlag, München 2001, ISBN 3-548-68015-1. (Original: E: A Novel. Plume, New York 2000, ISBN 0-452-28188-1).
- The e before christmas. HarperCollins, London 2000, ISBN 0-00-711487-7.
- Gummi. Ullstein-Taschenbuch-Verlag, München 2001, ISBN 3-548-25797-6.
- Staying Alive. Bastei Lübbe, Bergisch Gladbach 2005, ISBN 3-404-15416-9. (Original: Staying alive. HarperCollins, London 2004, ISBN 0-00-716703-2).
- Sitzen gelassen. Bastei Lübbe, Bergisch Gladbach 2007, ISBN 978-3-404-15782-2.
- E Squared. Bantam Press, London 2009, ISBN 978-0-593-06478-8.
- Der normale Wahnsinn. Bastei Entertainment, 2010, ISBN 978-3-8387-0218-6. (Original: Small World. Bantam, London 2008, ISBN 978-0-593-06014-8)